# Kościół św. Wita w Tuliszkowie
Kościół Świętego Wita w Tuliszkowie – rzymskokatolicki kościół parafialny w mieście Tuliszków, w powiecie tureckim, w województwie wielkopolskim. Mieści się przy ulicy Poznańskiej. Należy do dekanatu tuliszkowskiego.

## Historia
Świątynia pochodzi z 1450 roku z fundacji Mikołaja Zaremby - kasztelana łęczyckiego i starosty kruszwickiego. Została przebudowana w stylu barokowym w 1780 roku, rozbudowana w latach 1874-1877 o jedno przęsło i dwie kaplice boczne. W latach 1884–1886 dobudowano trzykondygnacyjną wieżę przy elewacji zachodniej. 

## Architektura
Budowla jednonawowa, posiadająca transept. Wewnątrz świątyni znajdują się: późnogotycka rzeźba Madonny z Dzieciątkiem z początku XVI wieku, późnorenesansowe epitafium z 1597 Mikołaja Zaremby, kasztelana kaliskiego i Jana Krotkowskiego, kasztelana inowrocławskiego, obraz Matki Boskiej z Dzieciątkiem z XVIII wieku w srebrnej sukience rokokowej.

## Otoczenie
Przy zewnętrznej ścianie prezbiterium znajdują się dwa pomniki:
- ofiar II wojny światowej,
- ofiar tragedii smoleńskiej z 2010[4].

Poniżej świątyni znajduje się późnoklasycystyczna plebania z około 1816 roku.

## Galeria

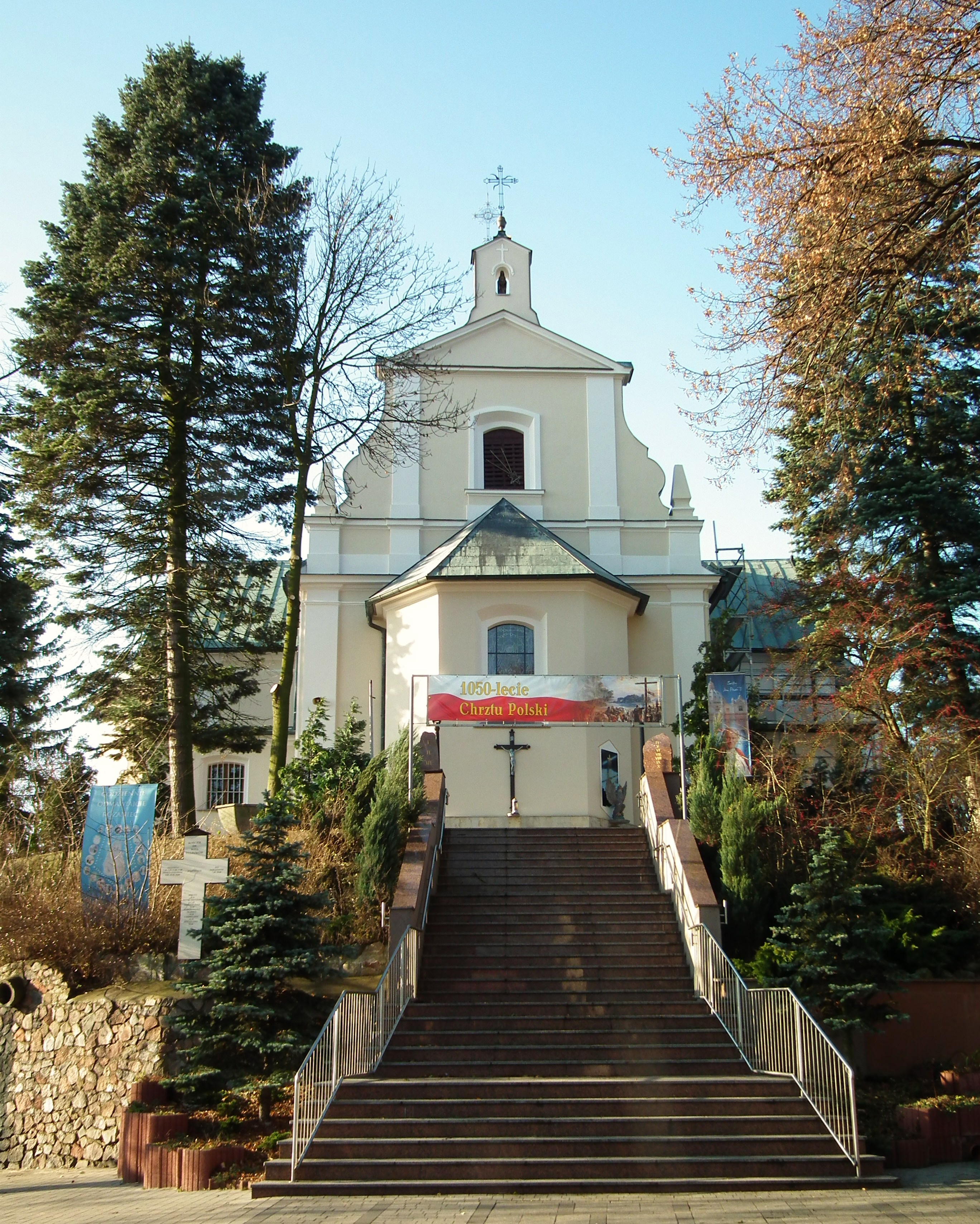
Widok od rynku
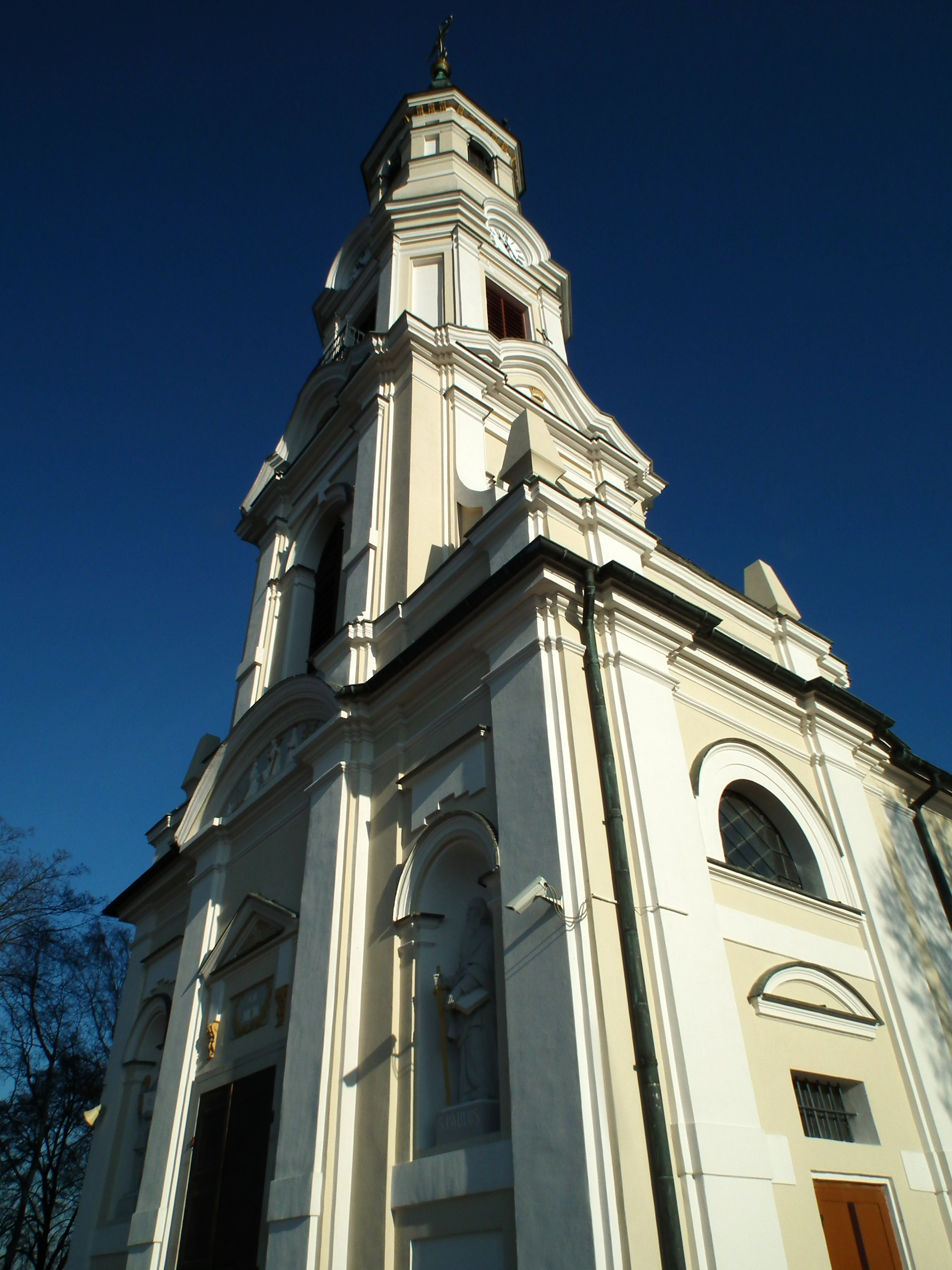
Wieża
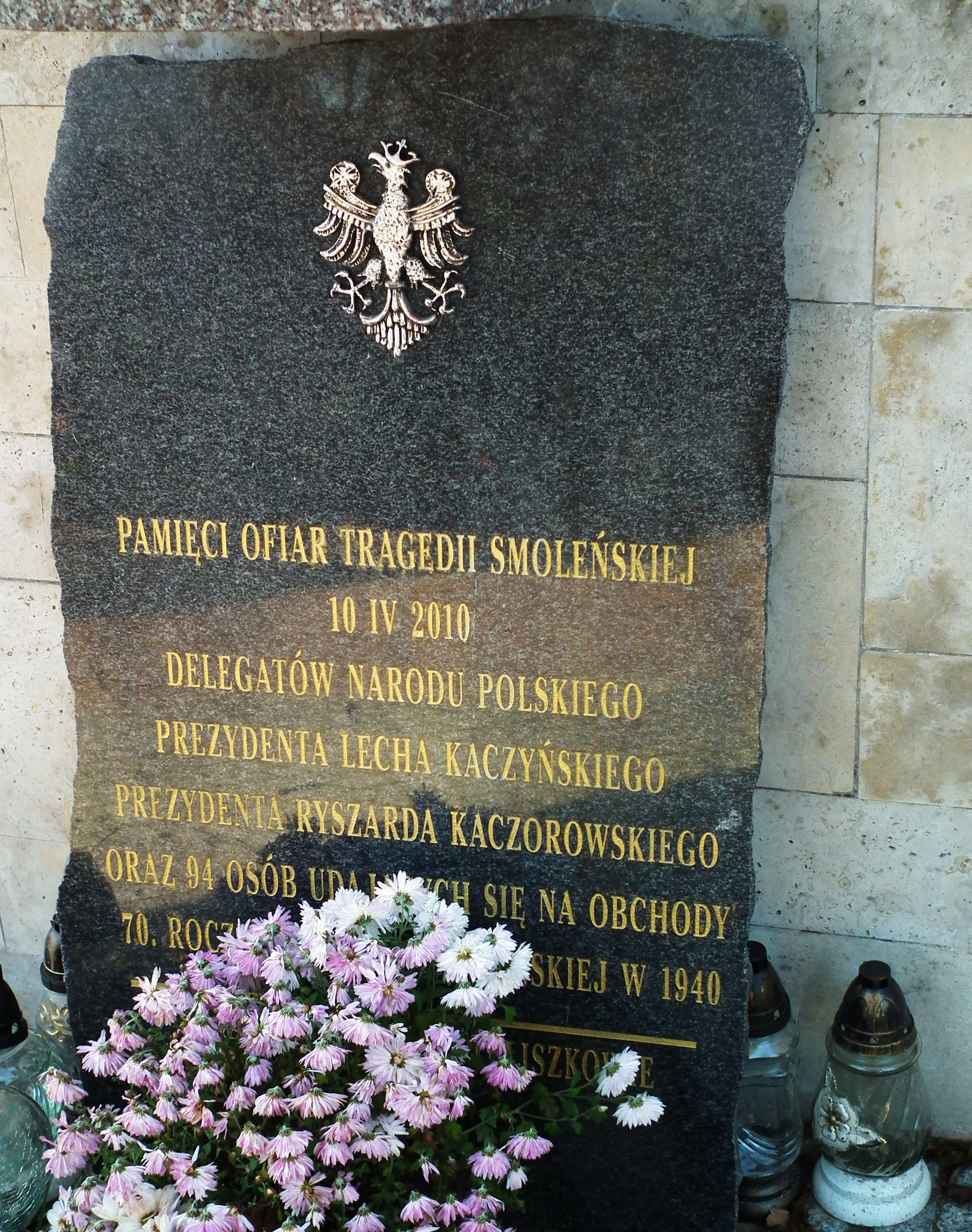
Pomnik smoleński